# 钦绕诺布

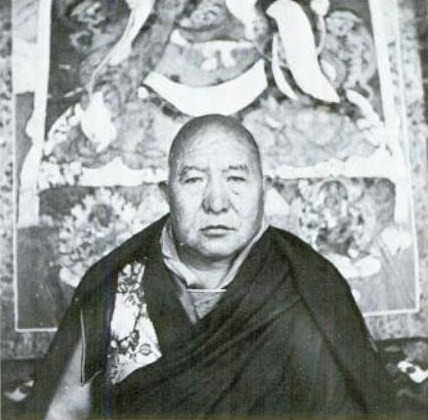
钦绕诺布

曲巴·钦绕诺布（藏語：འཆུས་པ་མཁྱེན་རབ་ནོར་བུ，威利转写：vchus pa mkhyen rab nor bu，1883年—1962年12月24日）藏族，西藏乃东泽当人。藏医历算大师，近代藏医药学的奠基人。

## 生平
藏历十五绕迥水羊年（1883年），钦绕诺布生于今西藏山南地区乃东县泽当镇甲萨寺附近，父亲叫章国列（又叫孜巴俄乌坚），是一位历算家，母亲叫央金。七八岁时，他到泽当镇俄曲扎仓出家为僧。后来，寺院选送包括他在内的一批优等生到药王山医学利众院学习藏医、历算，兼学其他文化知识。钦绕诺布到药王山后，起初师从药王山医学利众院的藏医、色拉寺德庆林药师阿旺曲丹学习医书。
藏历火鸡年（1897年），十三世达赖任命扎康·强巴土旺（俄希·强巴土旺）以及后藏西嘎寺的甲普·觉木曲白觉二人为自己的保健医生，并命二人收徒传授藏医知识。药王山医学利众院根据达赖的指示，第二次挑选学徒时，钦绕诺布、旦巴亚培以及乌堆扎瓦尔寺的医生楚成年扎三人获选，其中钦绕诺布拜总堪布扎康·强巴土旺为师，学习《四部医典》及注释本《蓝琉璃》等医学著作，而且拜精通五明的措吉·多吉坚参、锡金活佛伍坚旦增加措、库奴（今印度喜马偕尔邦北部）活佛旦增坚参、匝日·吉加东增等人为师，学习藏医历算、诗歌、语言、文法等等。他因精通因明学而被称为“央金洁白朗抬”（意为“妙音欢乐青年”）。
藏历铁狗年（1910年），钦绕诺布担任哲蚌寺医生，开始著述。藏历水牛年（1913年），西藏噶厦噶伦夏扎·班觉多吉赴印度参加西姆拉会议时，钦绕诺布随同作为医生前往，在印度期间曾为英国人、印度人看病，治愈了不少顽症，获得赞誉。此后他又随团回到西藏。藏历火龙年（1916年），十三世达赖投资创建藏医历算学院“门孜康”，并且任命钦绕诺布为药王山医学利众院院长兼藏医历算学院院长。此后，他先后从各个寺院、秘乘僧院、兵营、青海、阿坝乃至锡金、不丹、克什米尔、库奴等地招收千余位弟子。他自己仍然求知若渴，继续拜许多高僧为师，学习佛学和藏医。
在钦绕诺布兼任藏医历算学院院长的12年中，他负责该学院（扎仓）的各项事务。该学院收藏的第悉·桑结嘉措绘制的81幅彩色挂图当时仅存31幅。钦绕诺布按达赖的旨意，在藏历水猪年（1923年）重绘彩色挂图，填补了空缺部分，这套教学模具完整保存至今。
藏历土马年（1918年），达赖的副御医堪穷甲普·觉木曲白觉因年事已高，请求辞职。钦绕诺布遂被达赖任命接替其担任副御医职务。藏历木牛年（1925年），药王山医学利众院的部分僧人以钦绕诺布脾气暴躁一事向布达拉宫的秘书机构诬告，导致他被免去药王山医学利众院的院长职务，但仍继续长期担任十三世达赖的保健医生。藏历水猴年（1932年），他被无故撤销保健医生职务。直到藏历水鸡年（1933年）十三世达赖因感冒病逝，保健医生强巴因给达赖服药问题而遭惩罚，钦绕诺布才悟到十三世达赖将自己撤职是为免自己蒙受敬献药物有误之罪。
1952年，他写成了以菩提树为譬喻的《广释医学》一书。五世热振担任西藏摄政期间，钦绕诺布被升为西藏噶厦的堪穷。藏历火鸡年（1957年），十四世达赖封他为侍从达尔罕大堪布。1959年西藏民主改革后，人民政府重视并大力扩建藏医院，藏历土牛年（1961年）他被任命为拉萨市藏医院院长，次年被提名任全国政协委员。
藏历第十绕迥水虎年十月二十八日（1962年12月24日），钦绕诺布逝世，享年80岁。
钦绕诺布继承了藏医药学大师第司·桑结嘉措等人的教学方法并加以改进，培养了噶丹曲科、格丹贝旦、阿旺曲札、贡嘎平措、丹增曲札、强巴赤列等藏医药学人才。他擅长内科、外科、妇科、儿科。

## 著作
- 《广释医学》
- 《孺童医师精宝》
- 《奇妙的金粒》
- 《如意宝瓶》
- 《甘露宝瓶》[3]